# La Cabane
Cet article concerne le livre, pour le film voir Le Chemin du pardon
La Cabane (titre original américain : The Shack) est un roman se disant chrétien de William Paul Young paru en 2007. Publié en autoédition, il est un succès commercial de l'année 2008 aux États-Unis, dépassant la barre des 10 millions d'ouvrages vendus. Un film, Le Chemin du pardon, a été adapté de ce livre en 2017. 
Le titre La Cabane serait selon l'auteur une métaphore pour « la maison que vous construisez à partir de votre propre peine »,.

## Résumé
L'action se déroule au nord-ouest de l'Amérique. Le héros, Mackenzie Allains Phillips, est père de trois enfants. Il est surnommé Mack. Dans une période antérieure de quatre ans à l'intrigue, il part camper avec trois de ses enfants, près du lac Wallowa. Alors que ses deux fils font du canoë sur le lac, une tempête survient. Mack les sauve de la noyade, laissant sa fille Missy sans surveillance. À son retour, Missy a disparu. La police découvre qu'elle a été emmenée dans une cabane abandonnée, puis assassinée par un tueur en série. Ses vêtements sont retrouvés, mais pas son corps. Mack sombre dans une période de tristesse.
Au début du roman, Mack trouve dans sa boîte aux lettres un message l'invitant un week-end dans la cabane, signé « papa ». Il est très partagé : son père, qui le maltraitait, a rompu le contact alors qu'il avait treize ans. Il soupçonne Dieu d'avoir écrit l'invitation.
Mack se rend seul à la cabane, incertain de ce qu'il y trouvera. Dans un premier temps, la cabane est vide. Puis apparaît la Trinité, prenant des formes humaines. Ainsi, le Père prend l'apparence d'une Afro-Américaine nommée Elousia, il a également la forme de « papa ». Le Fils est un charpentier de l'Est, le Saint-Esprit une femme asiatique, Sarayu. Mack traite de la mort de sa fille et de sa relation avec la Trinité. Il surmonte différentes épreuves, traversant le lac avec Jésus-Christ, voyant l'image de son père au paradis avec le Saint-Esprit, et conversant avec Sophia, qui personnifie la sagesse divine. Il apprend que sa fille est enterrée à une grande distance de la cabane. À son retour, il manque de mourir d'un accident de voiture. Une fois remis, il se rend compte que l'entretien n'a duré qu'une journée (et pas un week-end). Le criminel (un tueur en série) est arrêté et jugé.

## Un premier roman de William Paul Young
Dans un premier temps, la production littéraire de William Paul Young a pour but d'offrir des cadeaux à ses amis, jusqu'à ce que sa femme lui demande d'écrire quelque chose pour ses propres enfants, afin d'une part, de synthétiser et fixer sa pensée sur Dieu, et d'autre part pour entreprendre un travail thérapeutique intérieur. Il en résulte un manuscrit, qui deviendra plus tard The Shack, destiné dans un premier temps uniquement à ses enfants et amis proches. Selon un article du New York Times, ce serait également pour regagner la confiance de sa famille après une aventure extra-conjugale. Le livre est ainsi tiré dans un premier temps à 15 exemplaires. Sur les encouragements de ses amis, il soumet le manuscrit à des éditeurs, pour se voir opposer 26 refus. Young et ses amis créent alors leur propre maison d'édition, Windblown Media en 2007.
Ces informations proviennent uniquement des interviews données par l'auteur, sans que cela soit corroboré par des témoignages ou d'autres sources.
À la sortie de l'ouvrage, le budget publicitaire initial est de l'ordre de 200 $ et c'est par le biais du bouche à oreille qu'il atteint le classement du New York Times des meilleures ventes de l'année 2008,.

## Version française
Les Éditions Trédaniel publient en mars 2009 la version française du roman, sous le titre La Cabane.
Il est traduit par Marie Perron.

## Critiques
Le livre ainsi que son adaptation en film ont été critiqués par des théologiens et des pasteurs chrétiens évangéliques pour sa théologie universaliste et sa représentation idolâtre de la trinité, notamment celle de Dieu le Père, comme une femme.